# 1330.
1330. je četrto desetletje v 14. stoletju med letoma 1330 in 1339. 